# Elettra Lamborghini
Elettra Miura Lamborghini (nascida em 17 de maio de 1994) é uma cantora e personalidade de televisão italiana. Conhecida por ser a neta de Ferruccio Lamborghini, fundador da fabricante de automóveis superesportivos Lamborghini, e por sua participação no programa Super Shore.

## Início da vida
Elettra Miura Lamborghini nasceu em Bolonha, Itália em 17 de maio de 1994, e se mudou para Milão aos três anos de idade. É filha de Tonino Lamborghini e Luisa Lamborghini, neta do famoso fabricante italiano de automóveis e tratores, Ferruccio Lamborghini. Tem quatro irmãos Ferruccio Lamborghini Jr., Ginevra Lamborghini, Flaminia Lamborghini, Lucrezia Lamborghini. Elettra, antes de entrar no showbiz, foi uma cavaleira profissional, e tem seus próprios cavalos.

## Carreira
Em agosto 2015, teve a oportunidade de se aventurar na televisão, com o início das gravações do reality show Super Shore, que teve sua estreia em 2 de fevereiro de 2016 simultaneamente na MTV Latinoamerica, MTV Espanha e MTV França. Imediatamente, ela chamou a atenção do público por sua personalidade controversa e peculiar. Em junho de 2016, Lamborghini foi confirmada para a segunda temporada do programa, juntamente com todos os seus colegas na primeira temporada, tendo sua estreia em outubro do mesmo ano e chegando ao fim em janeiro de 2017. De novembro de 2016 à janeiro de 2017, integrou a primeira temporada do programa italiano #Riccanza.
Em dezembro de 2016, Elettra foi confirmada como uma concorrente no popular reality Gran Hermano VIP 5, junto com Alonso Caparrós, Emma Ozores, Alyson Eckmann, Alejandro Abad, Irma Soriano, Marco Ferris, Sergio Ayala, Daniela Blume, Aless Gibaja, Ivonne Reyes, Toño Sanchiz, entre outros. O reality estreou em janeiro de 2017. Elettra foi a 13ª eliminada do Gran Hermano, deixando o programa em 6 de abril de 2017 ficando em quarto lugar na disputa. Em 28 de fevereiro de 2017, foi confirmada como integrante do elenco principal da décima quarta temporada do programa britânico Geordie Shore. A temporada foi filmada em novembro de 2016, e começou a ser exibida em 28 de março de 2017. Em março do mesmo ano, foi escolhida para fazer um intercâmbio do Gran Hermano para o Big Brother Brasil 17. Em março de 2017, foi confirmada no elenco da terceira temporada do reality Super Shore, estreando em outubro do mesmo ano. Em setembro de 2017, foi confirmada a sua participação na décima quinta temporada de Geordie Shore com a ida do elenco fixo da temporada a Roma. Ainda em setembro colaborou com Gué Pequeno na canção "Lamborghini (RMX)".
Em novembro de 2017, voltou para o elenco da segunda temporada do programa #Riccanza. Em janeiro de 2018, Elettra anunciou o lançamento de seu primeiro single solo, intitulado "Pem Pem", para 2 de fevereiro de 2018. Elettra apresentou a canção pela primeira vez ao vivo no dia 22 de janeiro durante o show de meio período da NBA no Staples Center, em Los Angeles. A canção se tornou um hit do verão, além de conquistar um disco de platina na Itália. Em junho do mesmo ano, foi apresentada como apresentadora do Ex on the Beach Italia. Em 21 de setembro, lançou seu segundo single intitulado "Mala".

## Vida pessoal
Elettra é abertamente bissexual. Em julho de 2016, em entrevista à revista "Interviú" declarou: "Eu gosto de meninos e meninas. Meu reinado seria uma confusão. Precisaria de pelo menos treze temporadas para me decidir". Já posou nua na edição italiana da "Playboy" e na revista espanhola "Interviú", em maio e julho de 2016, respectivamente.
Ela está oficialmente noiva do DJ e produtor Afrojack desde 25 de dezembro de 2019. Eles se casaram em 26 de setembro de 2020 no Lago de Como, Itália.

## Filmografia

### Televisão
| Ano     | Título                               | Rede                          | Notas                                            |
| ------- | ------------------------------------ | ----------------------------- | ------------------------------------------------ |
| 2016–17 | Super Shore                          | MTV Espanha MTV Latinoamérica | Elenco principal                                 |
| 2016–17 | #Riccanza                            | MTV Itália                    | Elenco principal                                 |
| 2016–17 | Domenica Live                        | Canale 5                      | Comentarista                                     |
| 2017    | Gran Hermano VIP 5                   | Telecinco                     | Competidora; Top 4                               |
| 2017    | Big Brother Brasil 17                | Rede Globo                    | Convidada especial                               |
| 2017    | Geordie Shore                        | MTV UK                        | Elenco principal (Temp. 14) Convidada (Temp. 15) |
| 2018    | Acaplay                              | MTV Latinoamérica             | Participação especial                            |
| 2018    | Acapulco Shore                       | MTV Latinoamérica             | Convidada (Temp. 5)                              |
| 2018    | Ex on the Beach Italia               | MTV Itália                    | Apresentadora                                    |
| 2019    | The Voice of Italy                   | Rai 2                         | Jurada (Temp. 6)                                 |
| 2019    | Elettra Lamborghini: Twerking Queen  | MTV Itália                    | Ela mesma                                        |
| 2020    | Festival de Sanremo                  | Rai 1                         | Concorrente                                      |
| 2020    | Name That Tune - Indovina la canzone | TV8                           | Concorrente                                      |
| 2020    | Elettroshock                         | ZWEBTV                        | Ela mesma                                        |
| 2021    | Elettra e il resto scompare          | Discovery+                    | Ela mesma                                        |
| 2021    | L'isola dei famosi                   | Canale 5                      | Comentarista                                     |
| 2022    | Miss Italia 2021                     | Helbiz Live                   | Apresentadora                                    |
| 2022    | Only Fun – Comico Show               | Nove                          | Apresentadora                                    |
| 2022    | A scuola di ex                       | Paramount+                    | Ela mesma                                        |
| 2023    | Name That Tune - Indovina la canzone | TV8                           | Concorrente                                      |
| 2023    | Italia's Got Talent                  | Disney+                       | Jurada                                           |

## Discografia
Álbuns de estúdio
- Twerking Queen (2019)

- Elettraton (2023)